# Etienne Kassa-Ngoma
Etienne Kassa-Ngoma (ur. 13 czerwca 1962) – gaboński piłkarz występujący na pozycji pomocnika.

## Kariera klubowa
W swojej karierze Kassa-Ngoma występował między innymi w zespołach JAC, Mbilinga FC oraz AS Sogara. W 1990 roku wraz z JAC zdobył mistrzostwo Gabonu. Osiągnięcie to powtórzył w 1994 roku z Sogarą.

## Kariera reprezentacyjna
W reprezentacji Gabonu Kassa-Ngoma zadebiutował w 1988 roku. W 1994 roku znalazł się w drużynie na Puchar Narodów Afryki. Zagrał na nim w spotkaniach z Nigerią (0:3) i Egiptem (0:4), a Gabon odpadł z turnieju po fazie grupowej.
W 1996 roku ponownie został powołany do kadry na Puchar Narodów Afryki. Wystąpił na nim w meczach z Liberią (1:2), Zairem (2:0) i Tunezją (1:1, 1:4 w rzutach karnych), a Gabon zakończył turniej na ćwierćfinale.